# Patricia Bergquist
Patricia Rose Bergquist-Smyth (Devonport, Auckland, 10 maart 1933 – Auckland, 9 september 2009) was een Nieuw-Zeelands zoöloog, gespecialiseerd in de anatomie en taxonomie van sponzen.

## Jeugd

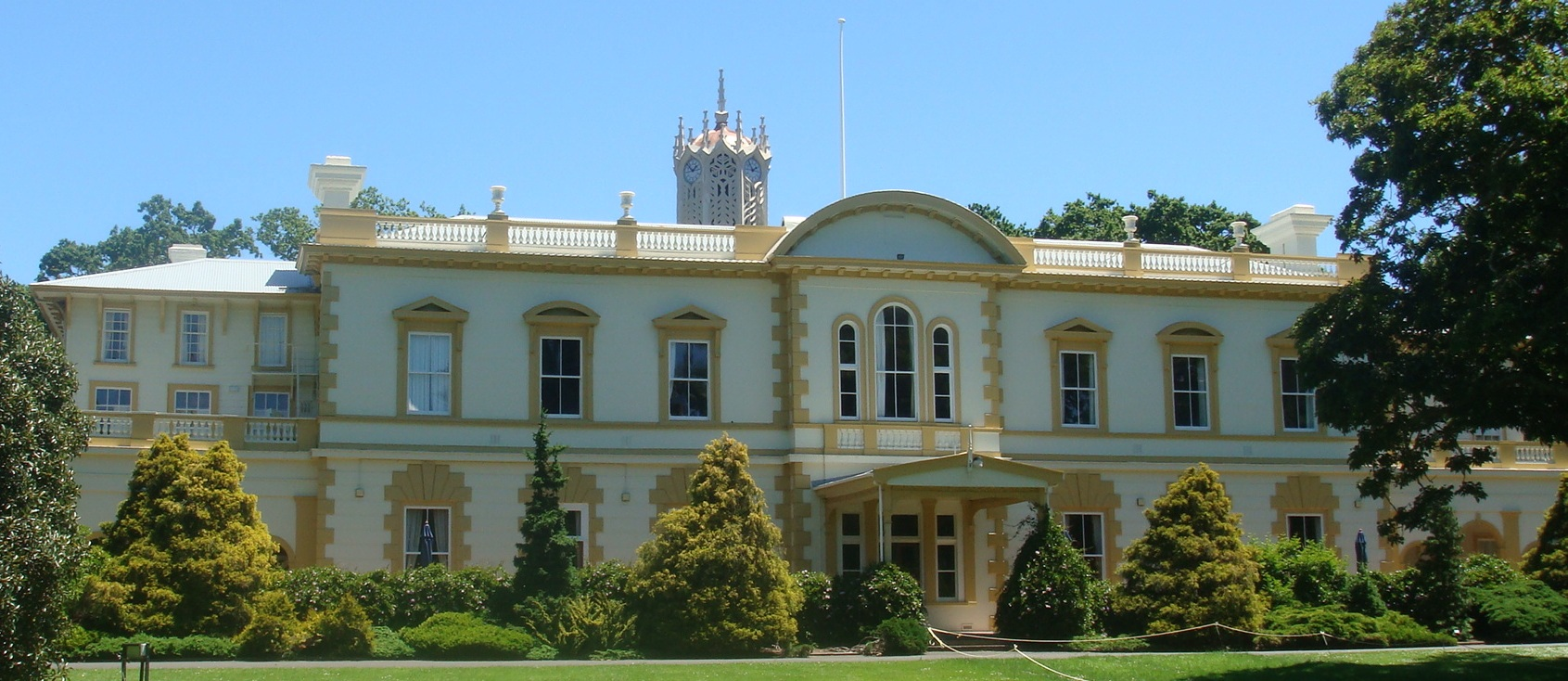
Old Government House, tegenwoordig onderdeel van de Universiteit van Auckland.

Patricia Bergquist was de dochter van Bertha Ellen Penny en de elektricien William Smyth. Ze zat op basisschool Devonport Primary School en volgde het middelbaar onderwijs aan Takapuna Grammar School in de buitenwijk Belmont; daar werd zij Dux Litterarum in het examenjaar. Aansluitend ging zij studeren aan Auckland University College, waar ze in 1956 haar MSc in botanie behaalde. Zij vervolgde haar studie om ook een Master in zoölogie te verkrijgen. Daarna begon Bergquist een promotieonderzoek bij William Roy McGregor en John Morton, betreffende de taxonomie van Porifera, waarop ze in 1961 promoveerde. Daarmee was Patricia Bergquist de eerste persoon die promoveerde aan de Universiteit van Auckland.
Tussentijds huwde zij in 1958 Peter Bergquist (1934), een vooraanstaand moleculair bioloog, die zich specialiseerde in de moleculaire genetica. Zij kregen een dochter.

## Academisch onderzoek
Voordat Patricia Bergquist onderzoeker en universitair docent werd aan de Universiteit van Auckland, probeerde zij eerst haar expertise in systematiek te vergroten aan Yale-universiteit. Haar onderzoeksveld in Auckland bestreek anatomie, taxonomie en zoölogie, waarbij ze een accent legde op zeesponzen (Porifera). 
Zowel in haar onderzoek als in haar opeenvolgende publicaties streefde zij naar een robuustere systematiek in de classificatie en beschrijving van soorten. Met haar werk vestigde ze hiervoor een “benchmark”. Haar serie artikelen begon met The Morphology and Behaviour of Larvae of Some Intertidal Sponges, dat zij in 1967 samen met Mary E. Sinclair schreef en dat werd gepubliceerd in het New Zealand Journal of Marine and Freshwater Research. Waarna een reeks publicaties volgde over de Demospongiae, in een serie over de zeefauna van Nieuw-Zeeland  – ‘NZ Oceanographic Institute’s memoir series’. In 1979 verleende de Universiteit van Auckland Bergquist voor dit monumentale werk de graad ‘Doctor of Science’, waarvoor zij 28 publicaties had ingestuurd. In totaal publiceerde zij meer dan 130 artikelen. En haar boek “Sponges” uit 1978 is nog altijd het standaard tekstboek op dit gebied en vormt wereldwijd verplichte lesstof voor zoölogiestudenten.
Naast het feit dat Bergquist een van de eerste onderzoekers was die chemische kenmerken van organismen gebruikte voor taxonomische doeleinden (systematische vergelijking en classificatie) en pionierde met bioactives (vergelijkbaar met fytochemie), geldt zij ook als een van de eersten die het potentieel van stoffen uit sponzen voor de (bio)farmaceutische industrie inzag. Hiertoe werkte zij 30 jaar samen met het Roche Research Institute for Marine Pharmacology, van Hoffmann-La Roche. Daarnaast was ze behulpzaam bij het opzetten van de kritische inspectie voor de Maui Exploration, een verkennend onderzoek voorafgaand aan de exploitatie van de Maui gas- en olievelden voor de kust bij New Plymouth.
Bergquist was in 1981 de eerste vrouw die aan de Universiteit van Auckland een persoonlijke leerstoel kreeg. In de 47 jaar waarin zij als student en onderzoeker tot haar pensionering in 1999 aan de Universiteit van Auckland verbonden is geweest, nam zij er plaats in diverse comités en in het universiteitsbestuur. Eenmaal officieel met emeritaat ging zij tot haar overlijden voor de faculteit Medische en Gezondheidswetenschappen werken.

## Onderscheidingen
Bergquist werd in 1982 verkozen tot fellow van de Royal Society of New Zealand en in 1989 is haar de Hector Memorial Medal toegekend door dezelfde Royal Society of New Zealand. Tijdens de New Year Honours van 1994 is zij benoemd tot Dame Commander in de Orde van het Britse Rijk, voor haar verdiensten voor de wetenschap.
Patricia Bergquist leed aan borstkanker en stierf uiteindelijk in 2009 aan de gevolgen daarvan. Maar ook na haar dood bleef er grote waardering voor haar werk bestaan; zo is Bergquist opgenomen in het Royal Society of New Zealand project "150 women in 150 words" (2017).

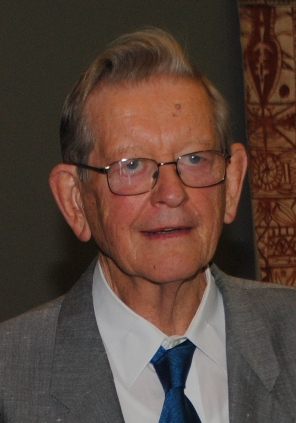
Peter Leonard Bergquist

Haar echtgenoot – emeritus hoogleraar moleculaire geneeskunde en pathologie Peter Bergquist – werd bij de viering van de verjaardag en het diamanten jubileum van koningin Elizabeth II van het Verenigd Koninkrijk in 2012 benoemd tot officier in de Nieuw-Zeelandse Orde van Verdienste, voor zijn verdiensten voor de wetenschap.

## Publicaties (capita selecta)
- (en) Bergquist, P.R. (1961). The Demospongiae of New Zealand-Systematics, distribution and relationships (Dissertatie). University of Auckland, Auckland.
- (en) Bergquist, P.R.  (1961). A collection of Porifera from northern New Zealand, with descriptions of seventeen new species. Pacific Science  XV (1): 33−48
- (en) Bergquist, P.R.  (januari 1965). The sponges of Micronesia, Part 1, The Palau Archipelago. Pacific Science  XlX (2): 123−204
- (en) Bergquist, P.R. (1972). In: Marshall, A.J. & Williams, W.D., Textbook of Zoology, Invertebrates. MacMillan, "Phylum Porifera, Section 3", pp.76−103.
- (en) Bergquist, P.R. (1978). Sponges. Hutchinson, Londen, 268pp. ISBN 9780520036581.
- (en) Bergquist, P.R. (1980). Sponge Chemistry−a review. In: Colloques Internationaux du CNRS No.291. Biologie des Spongiaires., pp.383−392.
- (en) Bergquist, P.R.  (1986). Developmental potential of epithelial cells of ceractinomorph sponge larvae. Tissue & Cell  18 (1): 19−25
- (en) Bergquist, P.R. (1993). Partnership: with sponges and others. In: Cresswell, N. Celebrating women in science. Proceedings of Women’s Suffrage Centennial Science Conference. Wellington, New Zealand : 2-4 September 1993. New Zealand Association for Women in the Sciences : New Zealand Pastoral Agriculture Research Institute, Wellington (NZ), pp.59−62.
- (en) Bergquist, P.R. 1994: Onwards and Upwards with sponges. In: Van Soest, R.W.M.; van Kempen, T.M.G.; Braekman, J.C. (red) Sponges in time and space. Biology, Chemistry, Palaeontology. Proceedings of the 4th International Porifera Conference. (19-23 April) AA Balkema, Rotterdam/Brookfield (pp.xiii−xviii) ISBN 90-5410-097-4
- (en) Bergquist, P.R., Ayling, A.M.; Wilkinson, C.R.  (1988). Foliose Dictyoceratida of the Australian Great Barrier Reef. 1. Taxonomy, phylogenetic relationships. PSZNI Marine Ecology  9 (4): 291−319. DOI:10.1111/j.1439-0485.1988.tb00209.x.
- (en) Bergquist, P.R., Lavis, A.; Cambie, R.C.  (1986). Sterol composition and classification of Demospongiae. 2. Sterol composition and classification of the porifera. Biochemical Systematics and Ecology  14 (1): 105−112. DOI:10.1016/0305-1978(86)90094-3.
- (en) Bergquist, P.R., Sinclair, M.E.  (oktober 1967). The morphology and behaviour of larvae of some intertidal sponges. New Zealand Journal of Marine and Freshwater Research  2 (3): 426–437. DOI:10.1080/00288330.1968.9515247.
- (en) Cook, S. de, Bergquist, P.R.  (1996). New species of dictyoceratid sponges (Porifera: Demospongiae: Dictyoceratida) from New Zealand. New Zealand Journal of Marine and Freshwater Research  30 (1): 19−34. DOI:10.1080/00288330.1996.9516694.
- (en) Duckworth, A.R., Battershill, C.N.; Bergquist, P.R.  (1997). Influence of explant procedures and environmental factors on culture success of three sponges. Aquaculture  156 (3−4): 251−267. DOI:10.1016/S0044-8486(97)00131-2.
- (en) Evans, C.W., Bergquist, P.R.  (1974). Initial cell contact in sponge aggregates. Journal of Microscopy  21 (2): 185−188
- (en) Gregson, R.P., Baldo, B.A.; Thomas, P.G.; Quinn, R.J.; Bergquist, P.R.; Stephens, J.F.; Horne, A.R.  (1979). Fluorine is a major constituent of the marine sponge Halichondria moorei. Science  30 (206 (4422)): 1108−1109. DOI:10.1126/science.206.4422.1108.
- (en) Karuso, P., Hagadone, M.R.; Schuer, P.J.; Bergquist, P.R. (1990). Chemotaxonomy of the Porifera by infrared spectroscopy. In: Rutzler, K. (red) New Perspectives in Sponge Biology. Smithsonian Institution Press, Washington (D.C.), pp.55−60.
- (en) Kelly-Borges, M., Bergquist, P.R.; Bergquist, P.L.  (1991). Phylogenetic relationships within the order Hadromerida (Porifera, Demospongiae, Tetractinomorpha) as indicated by ribosomal RNA sequence comparisons. Biochemical Systematics and Ecology  19 (2): 117−125. DOI:10.1016/0305-1978(91)90034-W.
- (en) Ridley, C.P., Bergquist, P.R.; Harper, M.K.; Faulkner, D.J.; Hooper, J.N.; Haygood, M.G.  (2005). Speciation and biosynthetic variation in four dictyoceratid sponges and their cyanobacterial symbiont, Oscillatoria spongeliae. Chemistry and Biology  12 (3): 397−406. DOI:10.1016/j.chembiol.2005.02.003.
- (en) Rodrigo, A.G., Bergquist, P.R.; Bergquist, P.L.  (1994). Inadequate support for an evolutionary link between the metazoa and the fungi. Systematic Biology  43 (4): 578−584. DOI:10.1093/sysbio/43.4.578.
- (en) Rodrigo, A.G.; Bergquist, P.R.; Bergquist, P.L.; Reeves, R.A. (1994) Are sponges animals? An investigation into the vagaries of phylogenetic inference. In: Van Soest, R.W.M.; van Kempen, T.M.G.; Braekman, J.C. (red) Sponges in time and space. Biology, Chemistry, Palaeontology. Proceedings of the 4th International Porifera Conference. (19-23 April) AA Balkema, Rotterdam/Brookfield (pp.47−54) ISBN 90-5410-097-4